# Семенівське нафтове родовище
Семе́нівське (Білока́м'янське) на́фтове родо́вище — належить до Індоло-Кубанської нафтогазоносної області Південного нафтогазоносногу регіону України.

## Опис
Розташоване в північно-західній частині Керченського півострова за 30 км від м. Керчі.
Знаходиться в межах приосьової зони Індоло-Кубанського прогину. Запаси початкові видобувні категорій А+В+С1: нафти — 458 тис.т; розчиненого газу — 2,0 млн. м³. Густина дегазованої нафти 901—914 кг/м³.